# Porta Borsari
 (décembre 2023).
Si vous disposez d'ouvrages ou d'articles de référence ou si vous connaissez des sites web de qualité traitant du thème abordé ici, merci de compléter l'article en donnant les références utiles à sa vérifiabilité et en les liant à la section « Notes et références ».
La porta Borsari est une porte monumentale romaine du Ier siècle, autrefois, entrée principale de la ville fortifiée de Vérone dans la région de Vénétie.

## Description
La Porta Borsari était le lieu d'arrivée de la via Postumia qui devenait decumanus maximus à l'intérieur de la cité. Une deuxième porte, appelée Porta Leoni, permettait d'accéder au cardo maximus.
Construite en pierre blanche locale, elle comporte deux arches au niveau du sol et deux niveaux
d’ouvertures à arcades. Son architrave porte une inscription pour commémorer la restauration des remparts de la ville en 265 par l'empereur Gallien.
À l'époque de l'Empire romain elle portait le nom de porta Iovia en référence à la proximité d'un temple dédié à Jupiter. Au Moyen Âge, elle devient  porta di San Zeno, tandis que son actuelle  appellation se réfère aux  bursarii c'est-à-dire aux soldats chargeaient de percevoir un droit d'entrée.

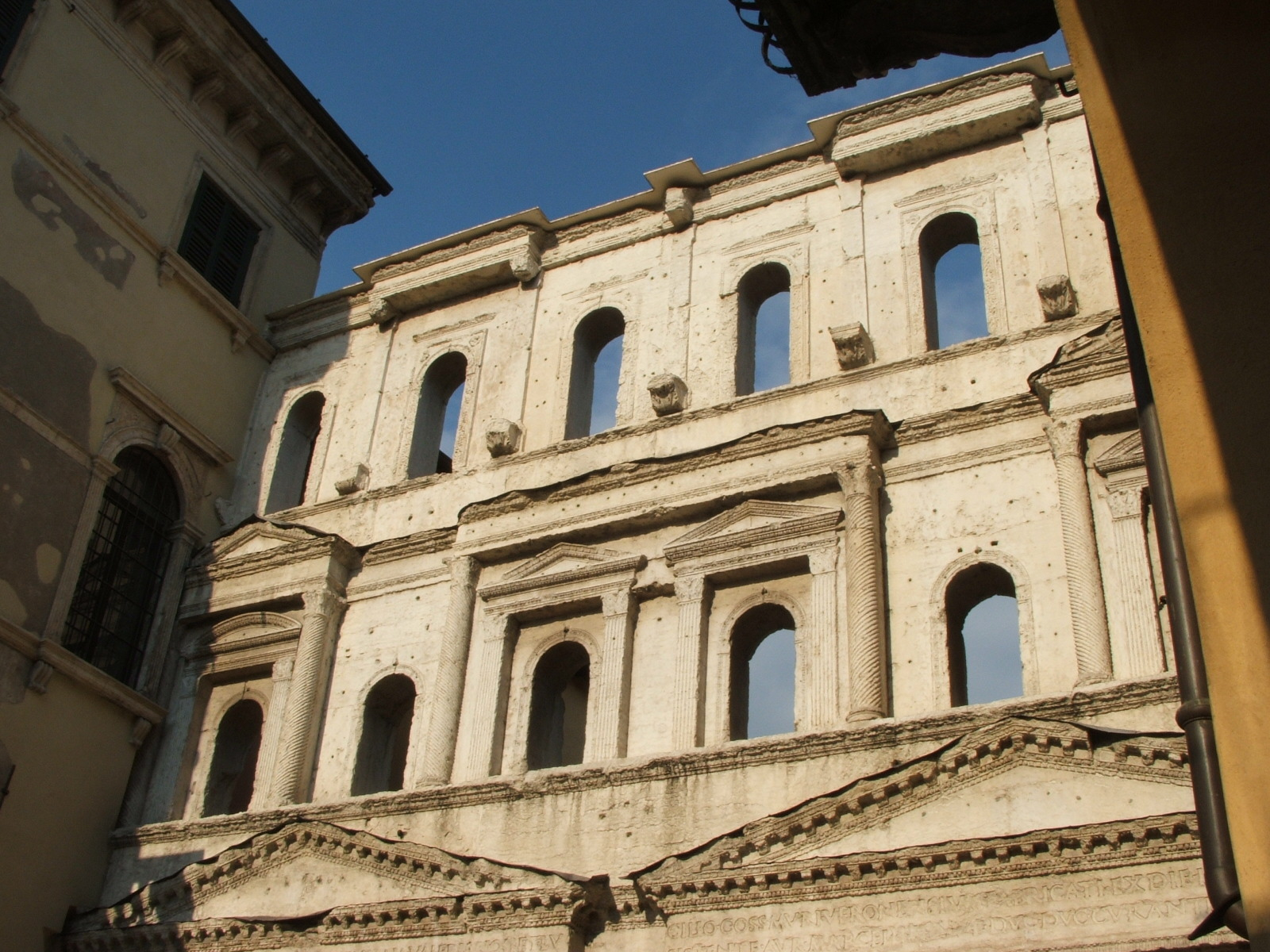
Les ouvertures à arcades.